# Schaubühne
Lo Schaubühne am Lehniner Platz è un famoso teatro nel quartiere di Wilmersdorf di Berlino. Progettato dall'architetto espressionista Erich Mendelsohn come cinema, l'edificio è in uso come teatro dagli anni settanta.

## Lo Schaubühne
Nel 1962 il direttore teatrale Jürgen Schnitthelm, lo scenografo Klaus Weiffenbach e il drammaturgo Dieter Sturm formarono un gruppo teatrale con sede in un centro culturale nel quartiere berlinese di Kreuzberg con un chiaro impegno sociale e culturale di segno brechtiano. Questo ensemble si arricchì nel 1970 con il direttore Peter Stein e vari altri attori espulsi dai teatri della Repubblica Federale perché schierati politicamente a sinistra e per le idee tutt'altro che tradizionali sul teatro, chiaramente ispirate ai moti del 1968.
Fu così che nacque lo Schaubühne am Halleschen Ufer, teatro che poteva godere di discreti sussidi statali basato sul principio della cogestione, sia dal punto di vista artistico che sotto quello più strettamente amministrativo. Numerosissime sono state le trasposizioni teatrali messe in scena da questa compagnia: fra tutte La madre (Maksim Gor'kij). Dal 1981 la compagnia ha sede nella struttura dell'Universumkino progettata da Mendelsohn lungo il Kurfürstendamm, opportunamente ristrutturata su progetto di Sawade.
Dal 1999, la Schaubühne è sotto la direzione di Thomas Ostermeier. Le produzioni del teatro finanziato dallo Stato sono ora in tournée internazionale. Il teatro è anche noto per ospitare il suo festival internazionale di teatro ogni primavera, chiamato 'FIND', che ha ospitato registi come Romeo Castellucci, Simon McBurney e Robert Lepage. Il teatro ha prodotto il lavoro di Alexander Zeldin e della drammaturga Maja Zade. Il saggista di casa del teatro è lo scrittore canadese Joseph Pearson.

## L'Universumkino: l'opera di Mendelsohn

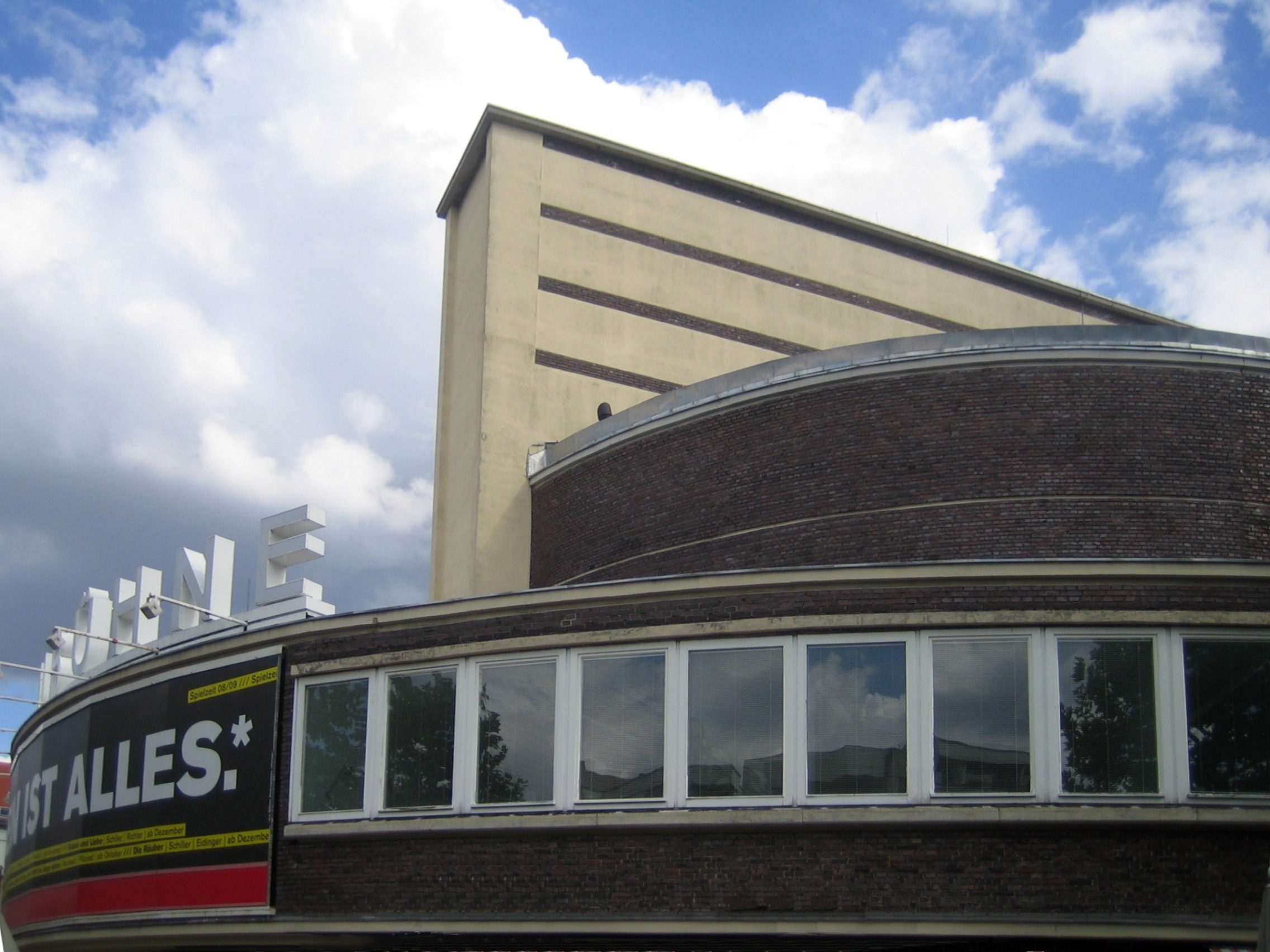
L'incastro tra il parallelepipedo della cabina di proiezione e la sala, dalle forme sinuosamente curvilinee

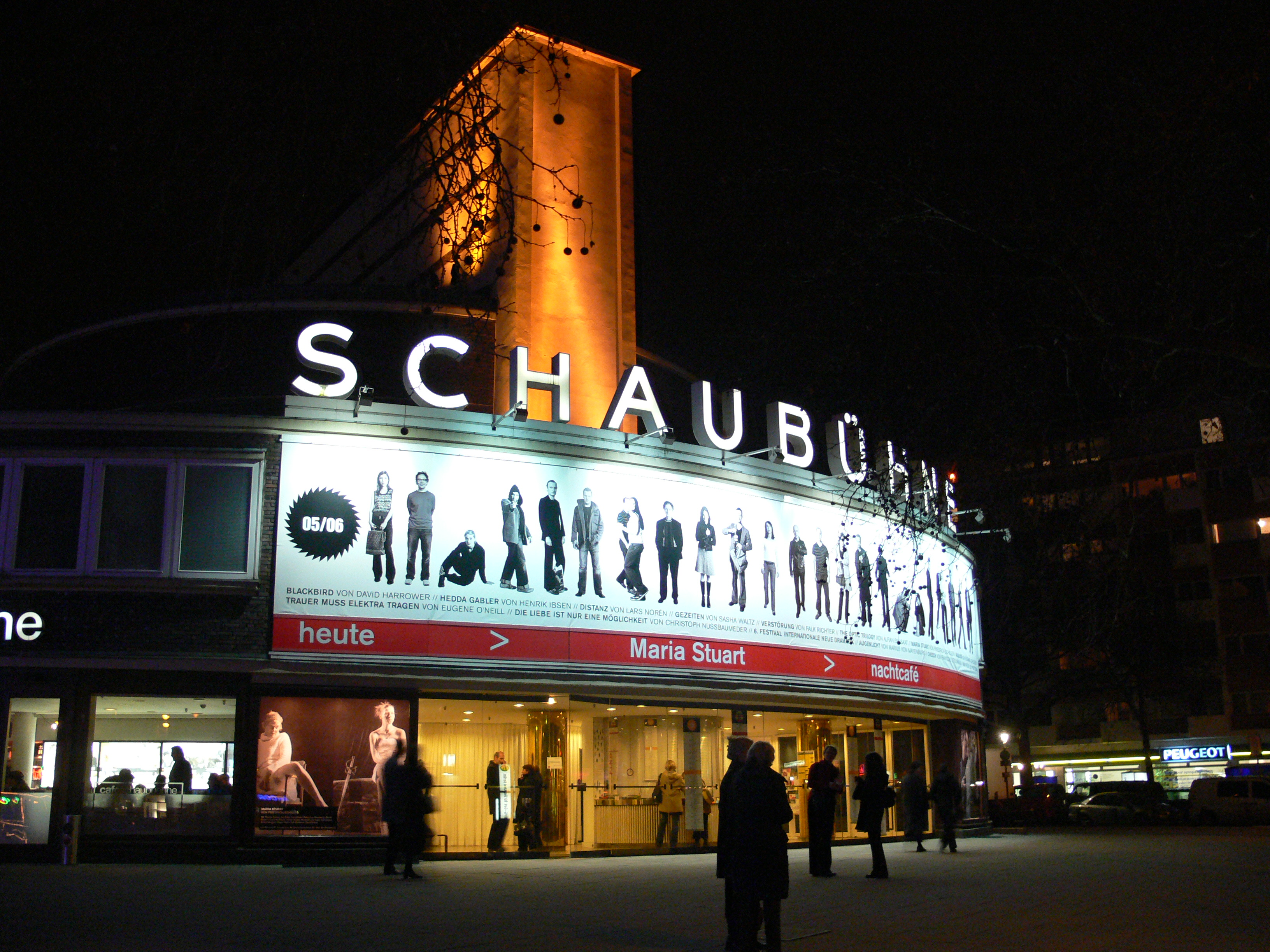
L'ingresso del complesso viene segnalato da un'insegna di notevolissime dimensioni

Nel 1926 Erich Mendelsohn, tra gli architetti più acclamati di Berlino in quel periodo, fu incaricato dalla WOGA di progettare lungo il Kurfürstendamm berlinese un complesso edilizio plurifunzionale contenente non solo unità abitative, bensì anche servizi legati all'intrattenimento. In questo compattissimo brano di città Mendelsohn andò a collocare, oltre ai blocchi residenziali, anche un ristorante, un teatro circolare, un albergo e un cinema.
L'edificio del cinema Universum, in tedesco Universumkino, è uno degli scatti più fervidi della fantasia architettonica mendelsohniana. Con questa sua creazione Mendelsohn, in un certo senso, inventa l'organismo architettonico del cinema moderno, differenziandolo in maniera netta dall'arte che più gli si avvicinava: il teatro. Accorgendosi delle diverse modalità fruitive di queste due forme espressive, Mendelsohn imposta questo suo gesto progettuale dalla consapevolezza del fatto che, a differenza delle rappresentazioni teatrali, il cinema doveva necessariamente proiettare le immagini su un quadro scenico planare, bidimensionale di piccole dimensioni, per quanto possibile frontale agli spettatori, che devono fruirlo in maniera ottimale indipendentemente dalla loro collocazione nella sala, senza l'insorgere di aberrazioni visive o angoli visuali deformati.
Mendelsohn dà la sua risposta a questo problema trasformando le debolezze del in pregi e dando vita a un impianto allungato, a forma di ferro di cavallo e dalla copertura lievemente arrotondata, in modo tale da garantire all'edificio un'acustica uniforme in tutti i settori e una visione eccellente da ogni posto. Secondo un modus operandi tipicamente funzionalista, dunque, Mendelsohn organizza l'impianto planometrico e spaziale di questa sala cinematografica partendo dalla risoluzione immediata di un problema contingente, ovverosia il rapporto tra lo schermo e lo spettatore. A notarlo è anche il critico Bruno Zevi, che scrive:
Mendelsohn, tuttavia, è immune dall'aridità di molte delle creazioni funzionaliste di questi periodi e dà vita a un'architettura dalla dirompente vitalità, dove lo spettatore è interamente coinvolto dall'azione cinematografica a tal punto da sentirsi «proiettato» in essa: questo coinvolgimento «totale» viene enfatizzato dagli stessi elementi figurali della sala, con le linee orizzontali dei setti parietali e le strisce longitudinali del soffitto che sfrecciano verso il quadro scenico in fondo, convergendo unidirezionalmente in esso. All'esterno la sala cinematografica appare invece come un volume curvilineo, essenziale e fluente («efficace annuncio della stupenda cavità del cinema», osserva ancora lo Zevi), dalle spinte divergenti che dirompono, ampliando il contesto visivo del Kurfürstendamm e vivacizzando il severo rigore cartesiano delle abitazioni in linea circostanti. La conformazione rotonda del complesso si interrompe solo in corrispondenza della stecca della sala proiezioni, che - pur presentandosi come una lastra alta e tagliente - riesce a incastrarsi armoniosamente con il volume sinuoso della sala cinematografica.
Questo discorso plastico di snodi e incastri trae energia anche dall'essenzialità dell'intero complesso edilizio, appena tagliato da finestre a nastro, oltre che dalle preziose tinte bruno-rossastre del materiale costruttivo prevalentemente usato, il clinker: «Malgrado la povertà dei materiali e la semplicità della decorazione, tutto è di grande effetto» osservò lo stesso Mendelsohn visitando il cantiere del costruendo cinema, il quale - grazie alle peculiarità già descritte - pur subendo deterioramenti, abbandoni e nuove destinazioni d'uso, si è affermata come opera paradigmatica nella progettazione delle moderne sale cinematografiche.